# Barrage de Sirimtas
 (janvier 2014).
Si vous disposez d'ouvrages ou d'articles de référence ou si vous connaissez des sites web de qualité traitant du thème abordé ici, merci de compléter l'article en donnant les références utiles à sa vérifiabilité et en les liant à la section « Notes et références ».
Le barrage de Sirimtas est un barrage prévu dans le projet d'Anatolie du Sud-est du gouvernement de la Turquie. Le projet fut commencé en 2009 pour être complété en mai 2013.

## Sources
- (en) www.ecgd.gov.uk/eiar_s2.pdf